# Golding Bird
Pour les articles homonymes, voir Bird.
Golding Bird, né le 9 décembre 1814 à Downham Market et mort le 27 octobre 1854, est un médecin britannique membre du Collège royal de médecine.
Spécialiste des maladies du rein, il est également connu pour son travail sur les utilisations médicales de l'électricité et de l'électrochimie.
Son travail le plus connu est Elements of Natural Philosophy.